# Назимица
Назимица је млада свиња женског пола. Животиња ступа у ову категорију почев од 70. дана живота и телесне масе од око 25-30  па све до првог осемењавања, које се може извршити природно, скоком нераста, или вештачки. На комерцијалним газдинствима се врши искључиво вештачко осемењавање назимица, као и старијих женских грла. Природна оплодња назимица се задржала на сеоским домаћинствима.